# 艾爾弗雷德 (緬因州普查規定居民點)
艾爾弗雷德（英語：Alfred）是位於美國緬因州約克縣的一個普查規定居民點。

## 人口
根據2020年美國人口普查的數據，艾爾弗雷德的面積為10.25平方千米，當中陸地面積為10.19平方千米，而水域面積為0.06平方千米。當地共有人口874人，而人口密度為每平方千米85.27人。